# Demonax gracilestriatus
Demonax gracilestriatus là một loài bọ cánh cứng trong họ Cerambycidae.